# Bolbocerastes serratus
Bolbocerastes serratus là một loài bọ cánh cứng trong họ Geotrupidae. Loài này được LeConte miêu tả khoa học năm 1854.